# Фотемустин
Фотемустин — цитостатический противоопухолевый химиотерапевтический лекарственный препарат алкилирующего типа действия. Производное нитрозомочевины.

## Фармакологическое действие
Цитостатический антимитотический противоопухолевый препарат из группы производных нитрозомочевины, обладающий алкилирующим и карбамилирующим действием.
Выраженная противоопухолевая активность фотемустина была подтверждена экспериментально.
В состав молекулы фотемустина входит биоизомер аланина (амино-1-этилфосфоновая кислота), который способствует проникновению препарата в клетки и прохождению через ГЭБ.

## Фармакокинетика
Связывание с белками плазмы низкое (25-30%). Фотемустин проникает через ГЭБ.
Препарат практически полностью метаболизируется.
После в/в введения фармакокинетика элиминации фотемустина из плазмы носит моно- или биэкспоненциальный характер с коротким T1/2.

## Показания к применению фотемустина
— диссеминированная злокачественная меланома (включая метастазы в головной мозг);
— злокачественные опухоли головного мозга.

## Режим дозирования
При проведении монотерапии препарат применяют в качестве индукционной терапии в дозе 100 мг/м2 в 1, 8 и 15 дни. Аналогичные курсы повторяют с интервалом в 4-5 недель.
В качестве поддерживающей терапии фотемустин вводят в той же дозе 1 раз в 3 недели.
В составе комбинированной химиотерапии препарат вводят в дозе 100 мг/м2 в 1 и 8 дни.
У больных, получающих фотемустин, перед каждым введением необходимо контролировать количество тромбоцитов, лейкоцитов и гранулоцитов в крови. В случае развития гематологической токсичности доза фотемустина может быть уменьшена.

## Применение в комбинации с дакарбазином
При введении фотемустина и дакарбазина в высоких дозах в течение одних суток были отмечены случаи легочной токсичности (респираторный дистресс-синдром взрослых). Следует избегать одновременного применения дакарбазина и фотемустина. При необходимости комбинированного применения этих препаратов рекомендуется следующий режим терапии:
Индукционная терапия: фотемустин в дозе 100 мг/м2 в 1 и 8 день лечения; дакарбазин в дозе 250 мг/м2 в 15, 16, 17 и 18 день лечения. Затем перерыв - 5 недель.
Поддерживающая терапия: каждые 3 недели фотемустин в дозе 100 мг/м2 в 1 день; дакарбазин в дозе 250 мг/м2 во 2, 3, 4 и 5 дни.

## Правила приготовления и введения раствора
Раствор готовят непосредственно перед введением и используют сразу же после приготовления.
Содержимое флакона растворяют в 4 мл прилагаемого растворителя и перемешивают в течение 2-3 минут до полного растворения порошка. Для приготовления инфузионного раствора необходимую дозу далее разводят в 250 мл 5% раствора декстрозы (у больных с сахарным диабетом в качестве раствора для разведения можно использовать 0.9% раствор натрия хлорида). Полученный раствор вводят в/в капельно в течение 1 ч, защищая от света (флакон с раствором помещают в непрозрачный чехол).

## Побочное действие
Наиболее часто в клинических исследованиях отмечались побочные эффекты со стороны системы кроветворения. Отсроченная токсичность фотемустина проявляется анемией (14%), тромбоцитопенией (40.3%) и лейкопенией (46.3%) и достигает максимальной выраженности на 4-5 и 5-6 неделях после начала индукционной терапии. Также возможно развитие панцитопении.
Гематологическая токсичность на фоне приема фотемустина может усиливаться в случае предшествующей химиотерапии и/или комбинированной терапии с другими препаратами, оказывающими токсическое действие на систему кроветворения.
У пациентов пожилого возраста могут отмечаться более выраженные токсические эффекты в отношении системы кроветворения и ЖКТ.
Частота побочных реакций, которые были отмечены на фоне терапии фотемустином, приведена в виде следующей градации: очень часто (>1/10); часто (>1 /100, <1/10); нечасто (>1/1000, <1/100); редко (>1/10 000, <1/1000); очень редко (<1/10 000), неуточненной частоты (частота не может быть подсчитана по доступным данным).
Со стороны системы кроветворения: очень часто - тромбоцитопения, лейкопения (3-4 степени), анемия (3-4 степени).
Со стороны пищеварительной системы: очень часто - тошнота и рвота, развивающиеся в течение 2 ч после начала введения препарата, умеренное обратимое повышение активности печеночных трансаминаз, щелочной фосфатазы и концентрации билирубина в сыворотке крови; часто - диарея, боль в животе; неуточненной частоты - гепатит.
Со стороны нервной системы: нечасто - преходящие неврологические симптомы (нарушение сознания, парестезии, потеря вкусовых ощущений).
Со стороны мочевыделительной системы: нечасто - преходящее повышение уровня мочевины в сыворотке крови.
Со стороны кожи и подкожных тканей: нечасто - кожный зуд.
Со стороны дыхательной системы: при одновременном введении с дакарбазином были отмечены случаи легочной токсичности (респираторный дистресс-синдром).
Местные реакции: часто - флебит в месте инъекции.
Прочие: часто - лихорадка.
Новообразования доброкачественные, злокачественные и неуточненные (включая полипы и кисты): использование противоопухолевых препаратов, и особенно — алкилирующих соединений, сопряжено с риском развития миелодиспластического синдрома и острого миелолейкоза. Редкие случаи таких осложнений были описаны при использовании фотемустина в высоких кумулятивных дозах в режиме монотерапии и в сочетании с другими химиотерапевтическими препаратами, в сочетании с лучевой терапией и без неё.

## Противопоказания к применению фотемустина
— комбинированное применение с вакциной желтой лихорадки;
— беременность;
— период лактации (грудного вскармливания);
— повышенная чувствительность к фотемустину, препаратам группы нитрозомочевины, или к любому из вспомогательных веществ.
Не рекомендуется применять у детей и подростков до 18 лет, поскольку эффективность и безопасность для данной возрастной группы не установлена.
С осторожностью следует применять препарат у пациентов, страдающих алкоголизмом, у пациентов с заболеваниями печени, с эпилепсией.

### Применение фотемустина при беременности и кормлении грудью
Данные по применению фотемустина беременными женщинами ограничены. Данные исследований на животных недостаточны для оценки репродуктивной токсичности.
Неизвестно, выводится ли фотемустин или его метаболиты с грудным молоком. В связи с чем, нельзя исключать риск нежелательного воздействия для новорожденных/грудных детей.
Исследования токсичности на животных выявили воздействие фотемустина на фертильность мужских особей.

### Применение при нарушениях функции печени
В процессе лечения фотемустином рекомендуется систематический контроль показателей функции печени (особенно во время и после индукционной терапии).

## Особые указания
Лечение фотемустином следует проводить только под контролем врача, имеющего опыт применения противоопухолевой терапии.
Если после предшествующего лечения цитостатическими средствами прошло менее 4 недель (а в случае лечения препаратами нитрозомочевины - 6 недель), препарат назначать не рекомендуется.
Лечение фотемустином можно проводить только при количестве тромбоцитов в периферической крови не менее 100 000/мкл и гранулоцитов - не менее 2000/мкл.
Анализ крови следует проводить перед каждым очередным введением препарата с соответствующей коррекцией дозы в зависимости от гематологических показателей.
Между началом индукционной терапии и началом поддерживающей терапии рекомендуется интервал - 8 недель. Между двумя циклами поддерживающей терапии рекомендуемый интервал - 3 недели.
Назначение поддерживающей терапии возможно, если количество тромбоцитов в периферической крови не менее 100 000/мкл и гранулоцитов - не менее 2000/мкл.
Рекомендуется регулярно проводить оценку показателей функции печени во время и после индукционной химиотерапии.
Мужчины и женщины во время и не менее 6 месяцев после окончания должны использовать надежные меры контрацепции.
При работе с фотемустином следует соблюдать необходимые правила использования и уничтожения цитотоксических препаратов. Беременным женщинам работать с фотемустином запрещено. При работе с препаратом рекомендовано использование латексных перчаток и масок. В случае попадания раствора на кожу или слизистые оболочки эти участки следует тщательно промыть водой с мылом. В случае попадания препарата в глаза их следует промыть большим количеством воды. Следует избегать вдыхания препарата.
Препарат содержит 80% раствор этанола, т.е. 1.3 г этанола на 100 мг фотемустина, что эквивалентно 32 мл пива, 13.3 мл вина. Такое количество этанола может быть опасным для пациентов, страдающих алкоголизмом. При назначении препарата пациентам с заболеваниями печени и эпилепсией также следует помнить о том, что в его состав входит этанол.
Токсичность фотемустина сравнивалась у пациентов в возрасте до и старше 60 лет. Тромбоцитопения (3-й степени), лейкопения (3-й степени) и токсические эффекты в отношении ЖКТ (3-й
степени) значительно чаще встречались у пациентов в возрасте старше 60 лет.
Во избежание кровоизлияния перед введением фотемустина следует убедиться, что игла для в/в введения правильно введена в вену. В случае кровоизлияния следует остановить инфузию, ввести в/в 5% раствор декстрозы (4 мл/мин), зафиксировать конечность и наложить пакет со льдом на место инъекции во избежание диффузии инфузионного раствора.

## Влияние на способность к вождению автотранспорта и управлению механизмами
Исследований по оценке влияния на способность управлять автотранспортом не проводилось. Тем не менее, не рекомендуется управлять автотранспортом и заниматься другими потенциально опасными видами деятельности, требующими повышенной концентрации внимания и быстроты психомоторных реакций, сразу после приема фотемустина.

## Передозировка
Специфические антидоты при передозировке фотемустина не известны.
Лечение заключается в прекращении введения препарата и проведении поддерживающей терапии при усиленном контроле гематологических показателей.

## Лекарственное взаимодействие

### Взаимодействие, характерное для цитотоксических препаратов
У пациентов со злокачественными новообразованиями повышен риск развития тромбоза, поэтому им часто назначают антикоагулянты. На фоне приема антикоагулянтов следует более часто контролировать показатель MHO, поскольку у таких пациентов отмечается вариабельность показателей свертывающей способности крови, которая осложняется риском взаимодействия антикоагулянтов для приема внутрь и противоопухолевых средств.

#### Комбинации препаратов, применение которых противопоказано
При комбинированном применении с вакциной желтой лихорадки появляется риск фатальных системных поствакцинальных осложнений.

#### Нежелательные комбинации препаратов
При одновременном назначении фенитоина, из-за снижения абсорбции на уровне ЖКТ, концентрация фенитоина в сыворотке крови может снижаться.
Во время и после лечения (как минимум в течение 3 месяцев) следует избегать вакцинации живыми и ослабленными вакцинами. Для вакцинации таких пациентов следует использовать инактивированные вакцины (например, вакцина полиомиелита).

#### Комбинации препаратов, применение которых требует осторожности
При одновременном применении с иммунодепрессантами наблюдается выраженное угнетение иммунной системы и риск лимфопролиферации.

### Взаимодействие, специфичное для фотемустина

#### Комбинации препаратов, применение которых требует осторожности
При введении фотемустина и дакарбазина в высоких дозах в течение одних суток были отмечены случаи легочной токсичности (респираторный дистресс-синдром взрослых). Не следует применять фотемустин и дакарбазин одновременно. Рекомендуемый интервал между введением последней дозы фотемустина и первой дозы дакарбазина составляет 1 неделю.

## Условия отпуска из аптек
Препарат отпускается по рецепту врача.

## Условия и сроки хранения
Препарат следует хранить в защищенном от света, недоступном для детей месте при температуре от 2° до 8 °C. Срок годности - 2 года.
Не применять после истечения срока годности, указанного на упаковке.
Готовый раствор должен использоваться сразу же после приготовления.